# Anepesa
Anepesa is een plaats in de Estlandse gemeente Saaremaa, provincie Saaremaa. De plaats heeft de status van dorp (Estisch: küla).
Tot in december 2014 behoorde Anepesa tot de gemeente Kärla, tot in oktober 2017 tot de gemeente Lääne-Saare en sindsdien tot de fusiegemeente Saaremaa.

## Bevolking
Het dorp had 3 inwoners op 31 december 2011 en 7 inwoners op 31 december 2021.

## Geschiedenis
Anepesa werd voor het eerst genoemd in 1627. De nederzetting lag op het grondgebied van drie landgoederen: Mullutu, Randvere en Tergemäe. Het landhuis van Tergemäe, dat niet meer bestaat, lag op het grondgebied van Anepesa. Tussen 1977 en 1997 hoorde Anepesa bij het buurdorp Sauvere.